# متس ایشخاناسار
متس ایشخاناسار و یا بویوک ایشیق‌لی (ارمنی: Մեծ Իշխանասար; ترکی آذربایجانی: Böyük İşıqlı) کوهی که در مابین استان سیونیک، استان قاشاتاق و شهرستان لاچین واقع شده است و ۳۵۵۲ متر از سطح دریا ارتفاع دارد. متس ایشخاناسار در فلات قره‌باغ قرار دارد.